# Joachim Schlaich
Georg Joachim Schlaich (* 9. Dezember 1924 in Calw; † 31. Dezember 2019 in Freiburg im Breisgau) war ein deutscher Diplomat. Er war unter anderem Botschafter der Bundesrepublik Deutschland in Kolumbien.

## Leben
Joachim Schlaich, Sohn von Felicitas Schlaich, geborene Meyer, und des Rechnungsrats Carl Schlaich. Er war katholisch, studierte an der Universität München zunächst Neuphilologie und machte darin 1949/1950 sein Examen. 1951 erhielt er sein Diplom als Volkswirt und 1955 sein Abschlussexamen für den Höheren Dienst in Speyer. Daraufhin arbeitete er beim Auswärtigen Amt in Bonn und erhielt ab 1953 auch Auslandsposten. Er war in den 1960er-Jahren in Kolumbien tätig. Von 1965 bis 1967 war er Vorsitzender des Kirchenrates der Pfarrei Sankt Michael in Bogotá.
Im Jahr 1970 wurde Schlaich Vortragender Legationsrat Erster Klasse sowie Leiter des Referats für Außenpolitische Grundsätze der Entwicklungshilfe, Grundsätze der Kapitalhilfe und der Gewährleistungen im Außenhandel und Kapitalexport im Auswärtigen Amt. 1972 übernahm er die Leitung des neugestalteten Referats Außenpolitische Grundsätze der Entwicklungshilfe, Grundsätze der Kapitalhilfe und Entwicklungshilfe der Europäischen Gemeinschaften im Auswärtigen Amt.
1975 wurde Schlaich erster Botschafter und Ständiger Vertreter bei der UN-Konferenz für Abrüstung (UNCD) in Genf. Er verblieb bis 1977 auf diesem Posten und wurde danach durch Gerhard Pfeiffer abgelöst.
Von 1978 bis 1982 wirkte er als stellvertretender Generalsekretär der Westeuropäischen Union in London.
Im Jahr 1982 wurde er in Bogotá deutscher Botschafter in Kolumbien. Gegen Ende seiner Amtszeit kam es zu einem Besuch des Bundesministers für wirtschaftliche Zusammenarbeit Jürgen Warnke beim Präsidenten Kolumbiens Virgilio Barco, um diesem die Unterstützung der Bundesregierung beim Kampf gegen die dortigen Drogenkartelle zu versichern. Der Besuch wurde von Schlaich allerdings nicht unterstützt, da die deutsche Kolonie in Kolumbien gefährdet und die Interessen der deutschen Industrie beeinträchtigt werden könnten. In Kolumbien wurde er Kommandeur des Ordes Cruz de Boyacá.
Im Jahr 1955 hatte er Mechthild Trost geheiratet und hatte mit ihr zwei Kinder.